# Erdély Dániel
Erdély Dániel, teljes nevén Erdély Mihály Dániel (Budapest, 1956. május 9. – ) magyar grafikus és feltaláló, a kultúratudományok egyetemi doktora, a Széchenyi Irodalmi és Művészeti Akadémia tagja, a Magyar Köztársasági Érdemrend Lovagkeresztjének tulajdonosa, művész házaspár gyermekeként született. Édesapja Erdély Miklós építész, teoretikus, filmrendező, képzőművész, édesanyja Szenes Zsuzsa textiltervező, grafikusművész volt.

## Életpályája
Tanulmányait Budapesten a Fenyves utcai Általános iskolában kezdte, majd az óbudai Kőrösi Csoma Sándor Gimnázium matematika szakos osztályában folytatta, de végül az akkoriban még a Lórántffy Zsuzsa utcában működő Móricz Zsigmond Gimnáziumban (ma Baár-Madas Református Gimnázium) érettségizett egy orosz-angol tagozatú osztállyal.

Érettségi után a Nyomdaipari Szakmunkásképző Intézetbe iratkozott be, ahol offset-fénymásolóként végzett. 1976. évben felvették a Magyar Iparművészeti Főiskolára (ma Moholy-Nagy Művészeti Egyetem), ahol tervező grafikusként végzett. Tanulmányai során Rubik Ernő hallgatójaként, formatan feladatának megoldása során fedezte fel a később spidronnak elnevezett alakzatot. A széles körű érdeklődést is kiváltó forma nemzetközi ismertséghez vezetett, aminek eredményeként Erdély Dániel az Egyesült Államoktól Kínáig bejárta a világot, több ösztöndíjas utat is elnyert, sok hazai és külföldi előadást tartott, és mindez szinte követhetetlen számú kiállításhoz vezetett. 

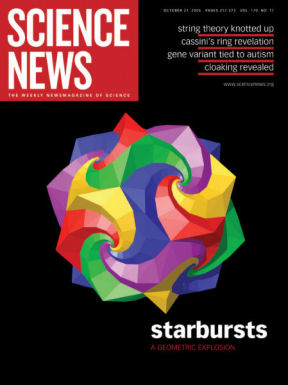

 Az egyre kisebb háromszögekből álló alakzat egyik ábrázolása 2006-ban kikerült a Science News címlapjára is, valamint az alakzat két- és háromdimenziós leírása, a mozgathatónak „tűnő” poliéder matematikusok és geométerek sorát indította tételes leírásra.
Kiemelkedő tevékenységéért 2007-ben Vizi E. Szilveszter MTA elnöktől átvehette a Magyar Köztársasági Érdemrend Lovagkeresztjét. 2019 óta a Széchenyi Irodalmi és Művészeti Akadémia rendes tagja.
A Spidron fogadtatása során átélt tapasztalatait tudományos igényességgel feldolgozva elvégezte a Pécsi Tudományegyetem Irodalom- és Kultúratudományi Doktori iskoláját, amelynek keretében megírta és 2012-ben megvédte A jövő lázadása – Az újdonság sorsa a behálózott világban című doktori disszertációját.

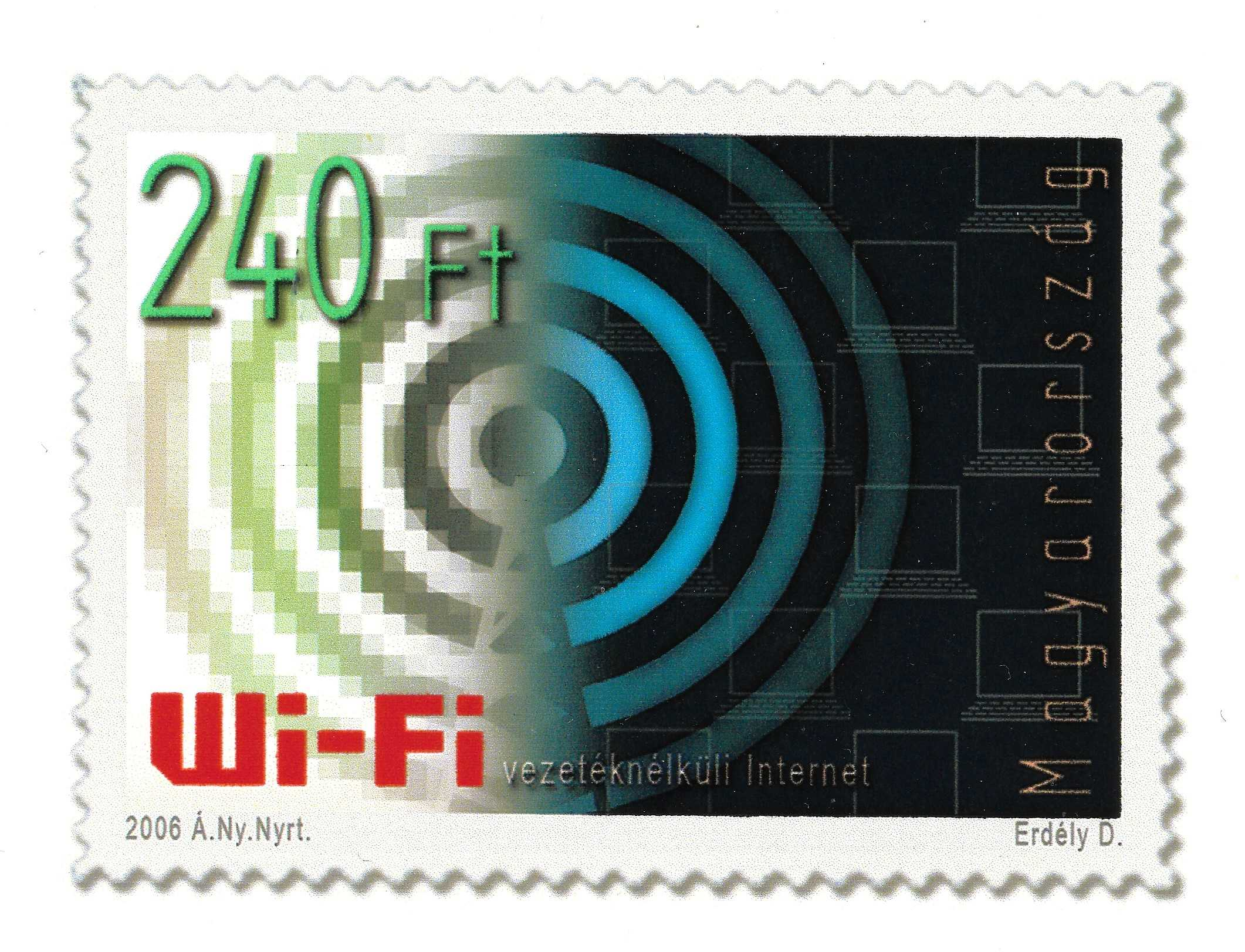
A WIFI megjelenésének emlékbélyege

Grafikusként a legkülönbözőbb területeken alkotott az arculattervezéstől a könyvillusztrációkon vagy tűzfalképeken át a bélyegtervezésig (pl. Wi-fi, 2006). Számos angol- és kétnyelvű könyvet tervezett, illusztrált. Dr. Ardó Zsuzsannával készített két kötetet, a Management English 1. és 2.-t a Simon and Schuster amerikai kiadó is átvette. Szakmailag magasan értékelt alkotásai voltak a tágabb értelemben vett vizuális kultúra területén is. Így írt filmterveket, de megvalósításukban is részt vett. Kiemelkedő korrajzként őrzi a C3 Kulturális és Kommunikációs Központ A 6-os villamos című alkotást, amit fiával, Erdély Mátyással, Sandli Orsolyával és Rodolf Hervével készített. Számos munkáját a MURUS Alkotóközösségben és az általa vezetett aDaMStudio keretén belül társművészekkel – így például édesapjával, Erdély Miklóssal – együtt alkotta meg.
Erdély Dániel volt az Internet.galaxis rendezvények megálmodója és főszervezője. Az aDaMStudio tevékenyen vett részt a digitális kultúra terjesztésének kezdeti szakaszában, az 1990-es évek második felében öt alkalommal rendezték meg az Internet.galaxis nevű kiállítást és konferenciát. Erdély Dániel ötlete alapján indult a hazai ingyenes levelező rendszer, a Freemail fejlesztése. A Freemail üzleti vállalkozássá alakulását követően szerzői jogvita is kialakult az alkotó és vállalkozó csoport között. 1996-ban Média-díjat kapott az Internet-kultúra népszerűsítéséért. 1999-től több megnyilvánulásával felhívja a figyelmet az Internet veszélyeire. 2000-ben Fáy Gyulával és Noll Jánossal megfogalmaznak egy dolgozatot Békés paradigmaváltás - Az amerikai elnökváltozás bizonytalansága címmel, amelyben leleplezik az informatikai rendszerekre kötött hatalmi tevékenységek manipulálhatóságát.
2000 óta az Option.hu Kft. ügyvezetője.

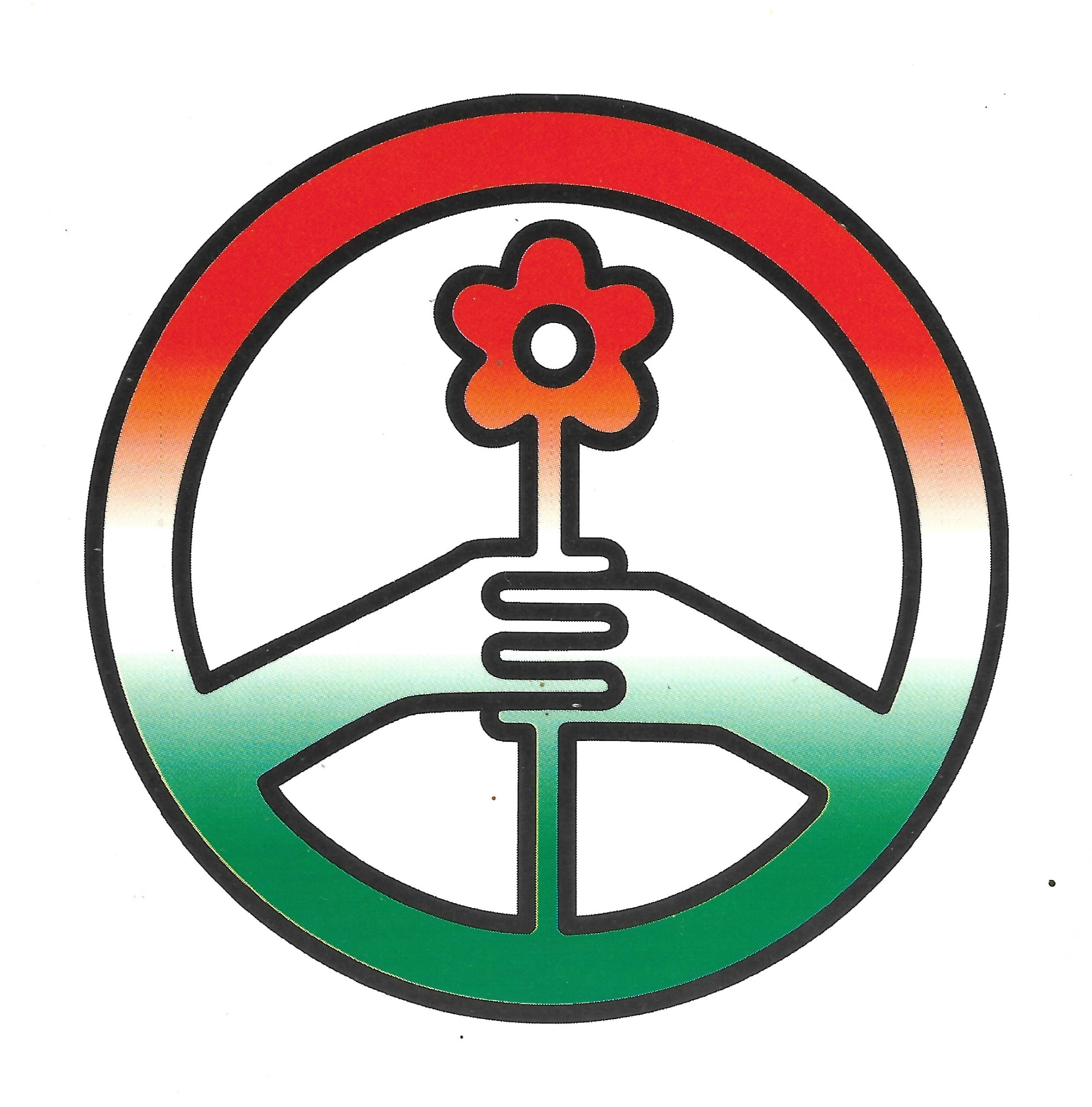
A Dialógus Békemozgalom logója

Közéleti szereplései közül kiemelést érdemel az Alternatal Alapítvány létrehozása, az Árnyékkötők Művészeti Egyesületben, a Simon Alapítványban és a független Dialógus békecsoportban való részvétele. Utóbbinak egyik aktív alakítója volt, ennek keretében megtervezte a mozgalom jelvényét. Erdély Dániel munkája a Balkán Békéjéért Mozgalom es a Wallenberg Egyesület jelvénye is.
Több, szerzői jogi védelem alatt álló alkotása van, s bár maga a Spidron szó is védelem alatt áll, annak csak magyar területi érvényessége és jó hangzása miatt azt újabban mások is használják (autó-modell, antenna audio-technika).
2022-ben bemutatta alkotásait a dubai EXPO 2022 világkiállításon, ahol a Spidron tégla iránti érdeklődést követően hasznosítására irányuló tárgyalások kezdődtek.

## Család
Két kapcsolatból négy gyermeke született, feleségétől, Szabó Judit festőművésznőtől 1976-ban Mátyás, ma operatőr, 1986-ban Simon, ma cégtulajdonos, ügyvezető, Geréb Ágnessel való tartós élettársi kapcsolatából 1992-ben Jakab, ma média designer, 1994-ben Janka, ma látványtervező.
1992 és 2022 között az édesanyjával és a Batthyány Társasággal alapított Erdély Miklós Alapítványban (EMA) dolgozott édesapja hagyatékának, művészeti, művészetpedagógiai és teoretikus munkásságának közkinccsé tételéért.

## Kiállítások
- 2022 Domain #2 - Galery Ffrindau, Maria Lavman Vetővel es Vető Janossal
- 2022 5. hullám - K28 Galeria, Saxon-Szasz Jánossal és Kontur Balázzsal
- 2022 Cuborder – MET Galéria, Sándor Edittel
- 2021 Spidron Domän – Galleri Rostrum Malmö, Vető Jánossal és Maria Lavman Veto-vel
- 2020 Egyéni kiállítás Csikós Tiborral – Galery & More, Göteborg, Svédország
- 2020 Egyéni kiállítás – Rényi Alfréd Matematikai Kutató Intézet
- 2020 Egyéni kiállítás – FUGA
- 2019 Egyéni kiállítás – Saxon Galery
- 2016 Egyéni kiállítás az iF Kávéházban
- 2010-2015 Kiállítások galériákban Miskolcon, Győrben, Budapesten és Szilvásváradon
- 2014-2018 Spidron Mapping Bordos Zsolttal az A38-on, a Bálnában, Hollandiában, Lengyelországban és Romániában
- 2011 Kiállítás és előadás a Magyar Tudományos Akadémián
- 2010 Kiállítás és előadás Párizsban, a Magyar Intézetben
- 2008 Spidron Age - Design Biennálé, Liége Belgium
- 2007 Egyéni kiállítás – Pécs, Közelítés Galéria
- 2004-2010 BRIDGES kiállítások és poszterbemutatók Kanadában, Angliában, Hollandiában, Portugáliában, Spanyolországban és Magyarországon
- 1999, 2003 Art Dis)simmetrica
- 2002 Erdély család – 2B Galéria 1999 Innováció kiállítás, Műcsarnok
- 1998 Grafikák – Bálint Sándor Művelődési Ház, Szeged
- 1992–2003 Elektrografikák – Folyamatosan az Árnyékkötők Csoporttal
- 1995 Erdély Family – Delhi, India 1990 Fotókiállítás Pleasanton, California, USA
- 1975–1986 Environmentek – Folyamatosan az Indigo csoporttal